# Cofradía de la Expiración (Adra)
La Cofradía del Santísimo Cristo de la Expiración y María Santísima de los Dolores es una cofradía católica de e la Semana Santa de Adra, Andalucía, España

## Descripción
Fundada en 1956, es la más antigua de esta localidad almeriense. Todas sus imágenes titulares son portadas en tronos, siguiendo el estilo propio de la zona. Protagoniza uno de los momentos cumbre de la Semana Santa de Adra, el conocido popularmente como "Encuentro", que tiene lugar el Domingo de Resurrección en la Plaza de San Sebastián.
Sus imágenes titulares están entre las más veneradas por los abderitanos. Tiene su sede canónica en la Iglesia de la Inmaculada Concepción y su Casa-Hermandad en el número 14 de la Calle San Sebastián.

## Imágenes
Entre sus imágenes titulares hay algunas de gran valor artístico, como el Santísimo Cristo de la Expiración, crucificado más antiguo de la provincia, y la Virgen de los Dolores.
- El Cristo de la Expiración es obra del granadino Alonso de Mena (1623).[3][4][5]
- María Santísima de los Dolores de 1772 es de autor anónimo de los talleres de Granada.[3]
- La Inmaculada Concepción es también de origen desconocido.

## Procesión
La cofradía sale en procesión con
```
La Borriquilla (
Domingo de Ramos
),
```

```
Nazareno y Dolores (
Miércoles Santo
),
```

```
Expiración y Dolores (
Jueves Santo
),
```

```
Santo Entierro y Soledad (
Viernes Santo
)
```

```
y Resucitado e Inmaculada Concepción (
Domingo de Resurrección
),
```

```
encargándose de inaugurar y clausurar la Semana Mayor abderitana.
[
1
]
```